# Alkmaioniden
Die Alkmaioniden (altgriechisch Ἀλκμαιωνίδαι Alkmaiōnídai; auch attisch Ἀλκμεωνίδαι Alkmeōnídai, Alkmeoniden, ältere Schreibweise „Alkmäoniden“) waren ein Adelsgeschlecht im Athen archaischer Zeit, das seine Herkunft von der mythischen Gestalt Alkmaion, einem Urenkel Nestors, herleitete. 
Im Jahr 632 v. Chr. gelingt es dem Archon Megakles aus der Familie der Alkmaioniden, einen bewaffneten Staatsstreich abzuwehren. Die Aufständischen unter ihrem Führer Kylon von Athen wurden auf dem Burgberg, der Akropolis, eingeschlossen und ausgehungert. Bei der Erstürmung des Burgberges wurde ein Teil der Aufständischen an dem Altar der Eumeniden niedergemacht. Wegen dieses Verbrechens wurden die Alkmaioniden von einem Gericht aus 300 Vertretern der führenden Geschlechter Athens aus Attika verbannt, die verstorbenen Mitglieder der Familie wurden aus ihren Gräbern entfernt. Nach dieser Entweihung der heiligen Stätte glaubte man, dass ein Fluch auf dem Geschlecht liege.
Die Alkmaioniden siedelten nach Phokis über und sollen laut Herodot durch Dienste, die sie einer Gesandtschaft des Lyderkönigs Kroisos leisteten, zu erheblichem Reichtum gekommen sein. Die Anekdote ist in sich historisch unschlüssig – denn der Sohn des Archonten Megakles, Alkmaion, erster athenischer Sieger im olympischen Wagenrennen und Begünstigter der bei Herodot ausführlich beschriebenen Zuwendungen, kann kein Zeitgenosse des Kroisos gewesen sein – zeugt aber von den legendären finanziellen Mitteln, über die die Alkmaioniden verfügten.
Es ist ungewiss, wann die Alkmaioniden nach Athen zurückkehrten; möglicherweise unter Solon, denn Plutarch gibt ausdrücklich unter Berufung auf die Akten in Delphi an, dass Alkmaion und nicht Solon die Athener im Ersten Heiligen Krieg gegen Krissa anführte. In das politische Geschehen Athens griffen sie erst wieder in peisistratischer Zeit ein. Megakles, der Sohn Alkmaions und seit etwa 575 v. Chr. mit Agariste, der Tochter des Tyrannen Kleisthenes von Sikyon verheiratet, unterstützte im Jahr 561 v. Chr. zunächst Lykurg in der Auseinandersetzung mit Peisistratos, den sie vorerst aus Athen vertreiben konnten. Bald darauf überwarf sich Megakles mit den Eupatriden, gab die Hand seiner Tochter dem Peisistratos und unterstützte dessen Wiedereinzug in Athen. Weil Peisistratos angeblich die Ehe nicht vollzog, kam es zum neuerlichen Zerwürfnis zwischen beiden und abermals mit der Hilfe Lykurgs gelang es, Peisistratos erneut zu vertreiben.
Als Peisistratos nach zehnjährigem Exil nach Athen zurückkehrte und seine Tyrannis endgültig etablierte, mussten die Alkmaioniden 546/45 v. Chr. die Stadt verlassen und zogen sich nach Phokis zurück. Dort finanzierten sie mit größter Freigiebigkeit den Wiederaufbau des abgebrannten Apollonheiligtums von Delphi. 
Möglicherweise arrangierten sie sich mit Hippias und Hipparchos und kehrten zwischenzeitlich nach Athen zurück. Zumindest war Kleisthenes, der Sohn des Megakles, wahrscheinlich Archon im Jahr 525/24 v. Chr. unter Hippias. Die Alkmaioniden mussten die Stadt jedoch bald wieder verlassen, wohl da sie in Konkurrenz zu den beiden Tyrannen traten. 
Mit Hilfe der delphischen Priesterschaft – nun zahlte sich ihre Großzügigkeit aus – gelang es ihnen, die Spartaner dazu zu bewegen, Athen anzugreifen, um es im Jahr 510 v. Chr. von der Tyrannis des Hippias zu befreien. Kleisthenes, der wohl bedeutendste Vertreter des Geschlechts, legte 507 v. Chr. mit weitgreifenden Reformen unter Zerschlagung der gentilizischen Ordnung Athens den Grundstein der attischen Demokratie. Sein Bruder Hippokrates war über seine Tochter Agariste Großvater des Perikles. Der Sohn des Hippokrates, wie sein Großvater namens Megakles, wurde 487/86 v. Chr. durch Ostrakismos verbannt. Auch Kleisthenes hatte einen Sohn namens Megakles, der über seine Tochter Deinomache der Großvater des Alkibiades war und von dem Lysias berichtet, dieser wäre zweimal ostrakisiert worden.
Weitere Angehörige der Alkmaioniden sind für das 5. Jahrhundert v. Chr. überliefert und ein Megakles, Sohn des Megakles, spielt in Den Wolken des Aristophanes eine gewisse Rolle. Die ehemalige Bedeutung des Geschlechts lässt sich jedoch nicht mehr erkennen.